# Johann Hieronymus Staude

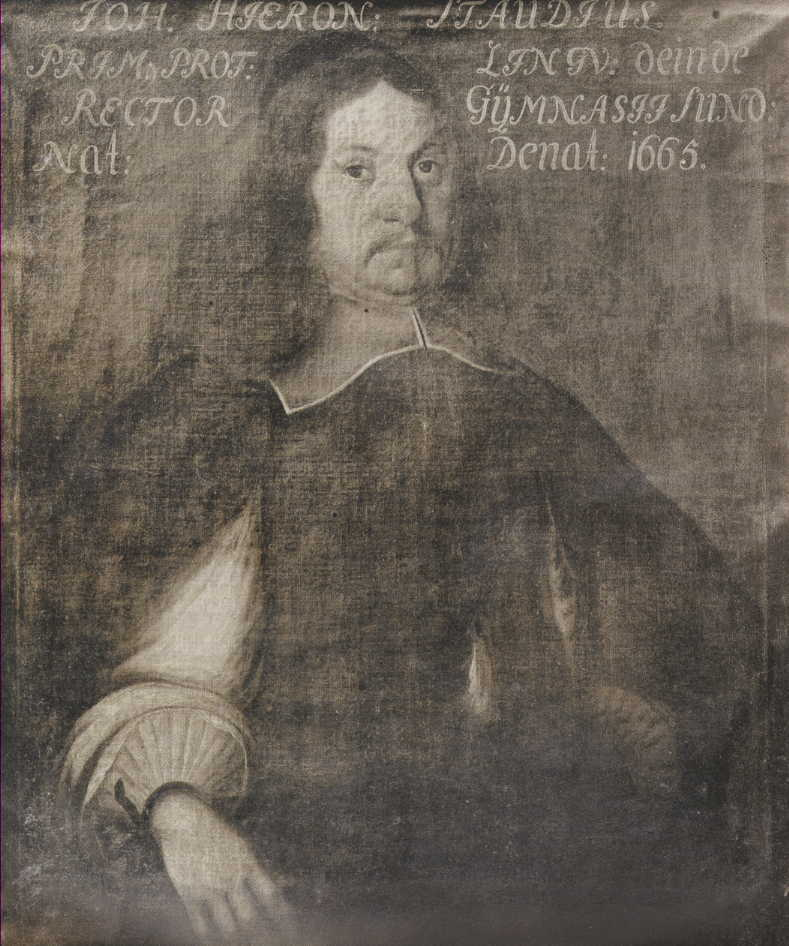
Johann Hieronymus Staude

Johann Hieronymus Staude, auch Staudius (* 1615 in Cammin in Hinterpommern; † 11. Oktober 1663 in Stralsund) war ein deutscher Orientalist und Hochschullehrer.

## Leben
Staude stammte aus einer pommerschen Pastorenfamilie und war ein Enkel des Pfarrers Jonas Staude. Staude studierte ab 1637 an der Universität Rostock, wo er 1641 auch zum Magister promoviert wurde. Er wurde 1651 Professor für orientalische Sprachen an der Universität Greifswald und war seit 1655 Rektor des Gymnasiums Stralsund.
Sein Sohn Christian wurde Sekretär von Bengt Oxenstierna und später schwedischer Kanzleirat. Er wurde in den schwedischen Adelsstand erhoben und vermachte testamentarisch dem Stralsunder Gymnasium eine bedeutende Münzsammlung, die heute als Gymnasialsammlung im Kulturhistorischen Museum Stralsund verwahrt wird.